# Fishtail pipe

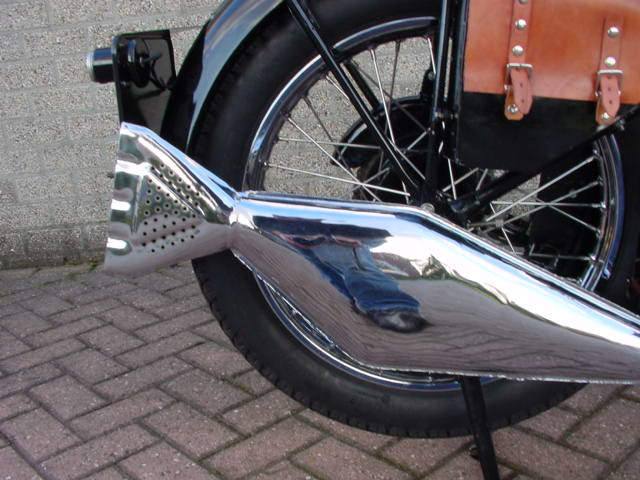
Fishtail pipe van een Velocette MAC Sport uit 1936

Een "Fishtail pipe" (vissenstaart pijp) is een uitlaatdemper met afgeplatte achterkant die gelijkenis vertoont met een vissestaart. 
Door veel motorfietsmerken nog in de jaren vijftig en zestig toegepast, maar de eerste waren al in de jaren twintig te zien. Bij Franse motoren heet de Fishtail “Queue de carpe”. Dit uitlaatsysteem is te danken aan de wedstrijdleiding van de International Six Days Trial van 1925. Die startte in Southampton, waar de deelnemers de maat konden laten nemen zodat de uitlaten zes dagen later in Cheltenham klaar lagen voor de snelheidsproef op het Brooklands circuit, waar vanaf 1925 vanwege geluidsoverlast knaldempers verplicht waren.